# مار دل پلاتا
مار دل پلاتا (به اسپانیایی: Mar del Plata) یکی از شهرهای آرژانتین واقع در۴۰۰ کیلومتری جنوب بوئنوس آیرس در ساحل اقیانوس اطلس می‌باشد. این شهر یکی از بزرگترین بنادر ماهیگیری و دارای پر رفت‌وآمدترین ساحل در آرژانتین می‌باشد.
طبق سرشماری سال ۲۰۱۰ دارای ۶۰۴۳۵۰نفر جمعیت بوده و هفتمین شهر بزرگ آرژانتین به‌شمار می‌رود.

## اقتصاد
صنعت گردشگری مهم‌ترین بخش فعالیت اقتصادی شهر ماردل پلاتا می‌باشد. در سال ۲۰۰۶ هفت میلیون توریست از این شهر بازدید کردند. این شهر دارای زیر ساخت‌های گردشگری پیچیده با تعداد بیشماری هتل، رستوران، سالن‌های تئاتر و دیگر جاذبه‌های گردشگری می‌باشد. ازدیگر فعالیت‌های اقتصادی مهم در این شهر می‌توان به ماهیگیری، نساجی، تولید مواد غذایی، مواد پلیمری و غیره اشاره نمود.

## حمل و نقل
شهر مار دل پلاتا دارای فرودگاه بین‌المللی با پروازهای روزانه به بوئنوس آیرس و دو پرواز در هفته به سمت پاتاگونیا می‌باشد. این شهر همچنین دارای ترمینال اتوبوس رانی برای اکثر شهرها و ایستگاه قطار با دو قطار روزانه به سمت بوئنوس آیرس می‌باشد. فاصله آن با بوینس آیرس با اتوبوس حدودا ۶ ساعت می باشد. در تمام مسیر جاده مزارع سرسبز که پر از گاو های در حال چرا هستند دیده می شود. 

## آب و هوا
این شهر دارای الگوی آب و هوایی اقیانوسی است و در تابستان‌ها معتدل و مرطوب و در زمستان‌ها نسبتاً سرد می‌باشد. میانگین دما در ژانویه ۲۰ و در ژوئیه ۸ درجه سانتیگراد است.

## جمعیت
نمودار رشد جمعیت شهر ماردل پلاتا به طور کلی صعودی است، به طوری که میانگین رشد جمعیتی این شهر حدودا ۷ هزار نفر در طی یک سال است.
| سال  | جمعیت   |
| ---- | ------- |
| ۲۰۲۴ | ۶۹۲,۰۰۰ |
| ۲۰۲۳ | ۶۸۵,۰۰۰ |
| ۲۰۲۲ | ۶۷۹,۰۰۰ |
| ۲۰۲۰ | ۶۶۶,۰۰۰ |
| ۲۰۱۵ | ۶۳۵,۰۰۰ |
| ۲۰۱۰ | ۶۰۵,۰۰۰ |
| ۲۰۰۵ | ۵۶۸,۰۰۰ |

## نگارخانه

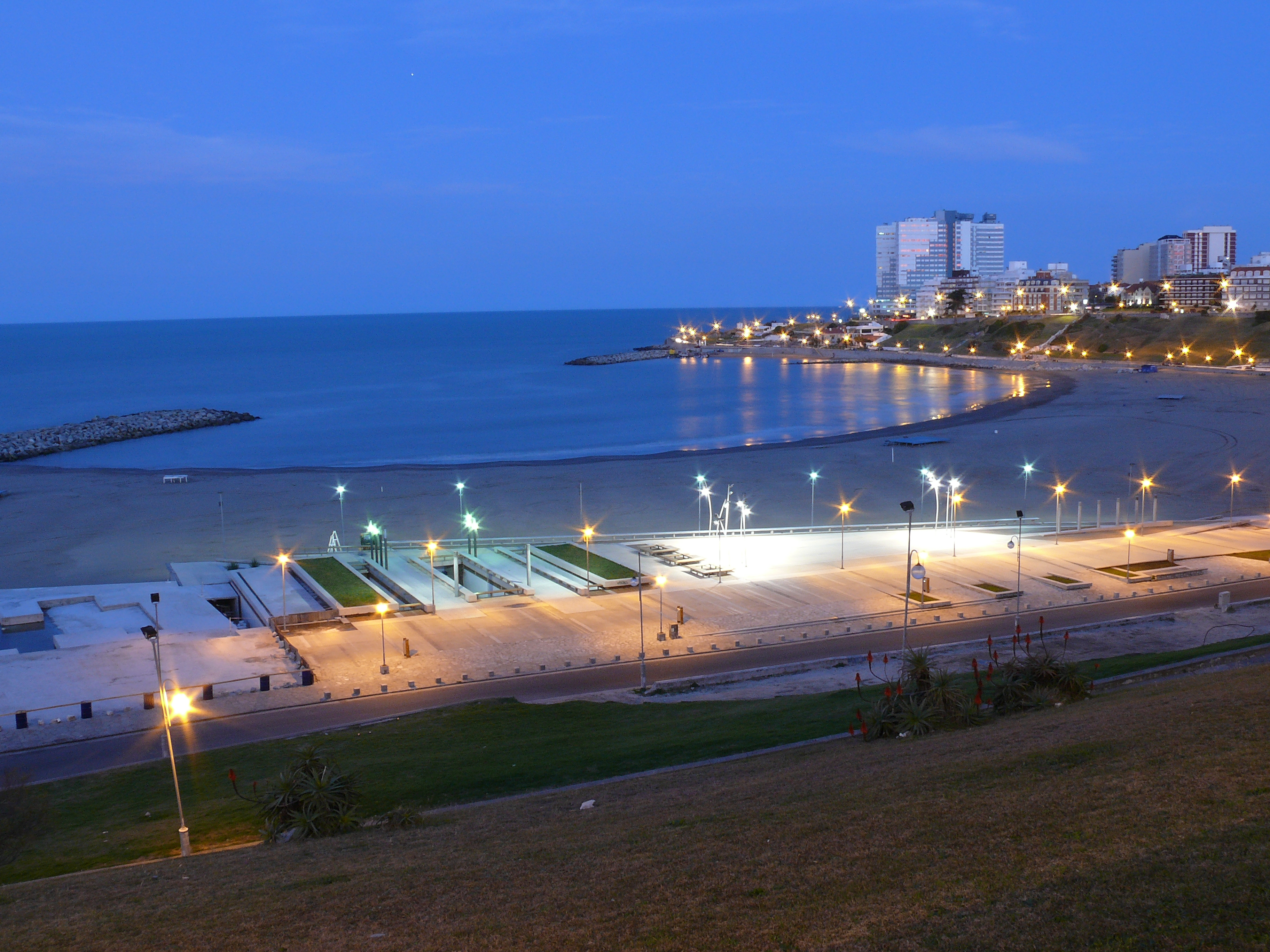
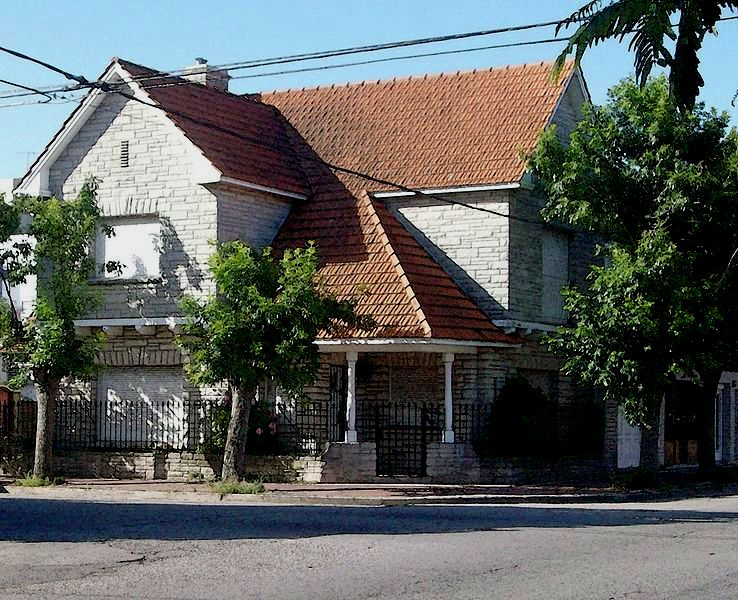
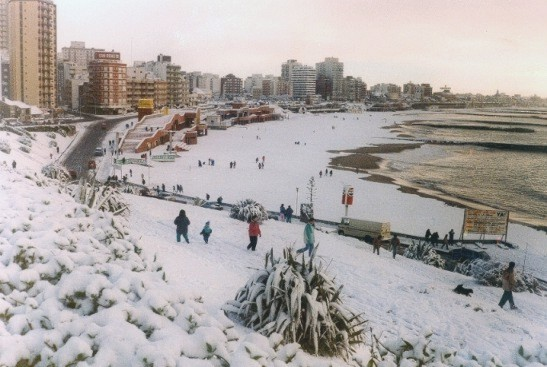